# Croton roxanae
Espèce
Classification APG II (2003)
Croton roxanae est une espèce de plantes à fleurs du genre Croton et de la famille des Euphorbiaceae, présente à l'ouest du Mexique.